# Albert Gladstone
Albert Charles Gladstone (født 28. oktober 1886, død 2. marts 1967) var en britisk forretningsmand og roer, som deltog i OL 1908 i London.

## Rokarriere
Gladstone roede for Eton College, inden han begyndte at læse på Oxford University og roede for Christ Church College her. Han var med i otteren, der i 1906 og 1907 roede Oxford vs. Cambridge Boat Race. Sammen med andre Oxford- og Cambridge-roere stillede han op for Leander Club til OL 1908, hvor han var den yngste i båden.
Leander Club-bådens besætning bestod derudover af Frederick Kelly, Henry Bucknall, Guy Nickalls, Banner Johnstone, Charles Burnell, Ronald Sanderson, Raymond Etherington-Smith og Gilchrist MacLagan (styrmand) samt fem reserver, der ikke kom i kamp. Syv både var tilmeldt, men italienerne stillede ikke op. To af bådene, den belgiske fra Royal Club Nautique de Gand og en ren Cambridge-båd fra Storbritannien, var seedet og gik direkte i semifinalen, mens Leander Club-båden og en canadisk båd, Toronto Argonauts, sikrede sig pladser i semifinalen med sejr i to indledende heats. I semifinalen vandt Leander over Toronto, mens Gand besejrede Cambridge, og de to vindere mødte derpå hinanden i finalen. Her lagde Leander sig i spidsen, men efter 2/3 af distancen bragte Gand sig på linje med Leander. Anstrengelserne med at indhente konkurrenten havde dog kostet så mange kræfter, at belgierne måtte slippe igen, så Leander Club kunne sikre sig guldet med to længders forspring.

## Øvrige liv
Gladstone var barnebarn af William Gladstone, der var tidligere britisk premierminister.
Under første verdenskrig gjorde han tjeneste i Mellemøsten og deltog i slaget ved Gallipoli. Han nåede en grad af kaptajn, og han blev MBE i 1919.
Efter sin militærtid gik han ind i forretningsverdenen og havde succes. Han sad blandt andet i ledelsen af Bank of England i en længere periode. Da han var ud af en adelig familie, blev han i 1945 baronet, efter at en fætter, der havde titlen, døde.